# Eurajoki
Eurajoki (en sueco: Euraåminne) es un municipio de Finlandia ubicado en la región de Satakunta en la provincia de Finlandia Occidental. El municipio cuenta con una población de 5.938 (30 de junio de 2015) y cubre un área de 643.78 kilómetros cuadrados de los cuales 298.39 km² son agua. La densidad de población es 17.19 habitantes por km².
Dos de los cuatro reactores nucleares de Finlandia están en la isla de Olkiluoto en Eurajoki, y un tercero se encuentra en construcción. Los otros dos reactores operativos están en la Central Nuclear de Loviisa.
El municipio es monolingüe y su idioma oficial es el finés.

## Política
Resultados de las Elecciones parlamentarias de Finlandia de 2011, en Eurajoki:
- Partido del Centro   33.7%
- Partido Socialdemócrata 26.4%
- Verdaderos Finlandeses   19.2%
- Coalición Nacional   10.9%
- Alianza de la Izquierda 5.2%
- Demócratas Cristianos   2.8%
- Liga Verde   1.3%